# Discografia de Cosmic Girls
A discografia de Cosmic Girls, girl group sino-coreano formado pela Starship Entertainment em 2016. Consiste em um álbum de estúdio, sete extended play, um mini-álbum especial, dez singles e cinco colaborações.

## Álbuns

### Álbuns de estúdio
| Título       | Detalhes | Melhores posições | Vendas      |
| Título       | Detalhes | KOR               | Vendas      |
| ------------ | --- | ----------------- | ----------- |
| Happy Moment | - Lançamento: 7 de junho de 2017 - Gravadora(s): Starship Entertainment, Yuehua Entertainment e LOEN Entertainment - Formatos: CD, download digital | 3                 | - : 38,763+ |

### Extended plays(EP)
| Título           | Detalhes | Melhores posições | Vendas               |
| Título           | Detalhes | KOR               | Vendas               |
| ---------------- | --- | ----------------- | -------------------- |
| Would You Like?  | - Lançamento: 25 de fevereiro de 2016 - Gravadora(s): Starship Entertainment, Yuehua Entertainment e LOEN Entertainment - Formatos: CD, download digital | 7                 | - : 13,528+          |
| The Secret       | - Lançamento: 17 de agosto de 2016 - Gravadora(s): Starship Entertainment, Yuehua Entertainment e LOEN Entertainment - Formatos: CD, download digital    | 6                 | - : 19,090+          |
| From. WJSN       | - Lançamento: 4 de janeiro de 2017 - Gravadora: Starship Entertainment, Yuehua Entertainment e LOEN Entertainment - Formatos: CD, download digital       | 4                 | - : 36,678+ - : 509+ |
| Dream Your Dream | - Lançamento: 27 de Fevereiro de 2018 - Gravadora(s): Starship Entertainment, Yuehua Entertainment e LOEN Entertainment - Formatos: CD, download digital | 2                 | - : 49,002           |
| WJ Please?       | - Lançamento: 19 de Setembro de 2018 - Gravadora(s): Starship Entertainment, Yuehua Entertainment e Kakao M - Formatos: CD, download digital             | 3                 | - : 61,952           |
| WJ Stay?         | - Lançamento: 8 de Janeiro de 2019 - Gravadora(s): Starship Entertainment, Yuehua Entertainment e Kakao M - Formatos: CD, download digital               | 2                 | - : 64,339           |
| For the Summer   | - Lançamento: 4 de Junho de 2019 - Gravadora(s): Starship Entertainment, Yuehua Entertainment e Kakao M - Formatos: CD, download digital                 | 1                 | - : 78,555           |
| As You Wish      | - Lançamento: 19 de Novembro de 2019 - Gravadora(s): Starship Entertainment, Yuehua Entertainment e Kakao M - Formatos: CD, download digital             | 2                 | - : 96,647           |
| Neverland        | - Lançamento: 9 de Junho de 2020 - Gravadora(s): Starship Entertainment, Yuehua Entertainment e Kakao M - Formatos: CD, download digital                 | 2                 | - : 105,056          |

## Singles
| Título                                                                                   | Ano  | Melhores posições nas paradas | Melhores posições nas paradas | Vendas       | Álbum            |
| Título                                                                                   | Ano  | KOR                           | CHI V Chart                   | Vendas       | Álbum            |
| ---------------------------------------------------------------------------------------- | ---- | ----------------------------- | ----------------------------- | ------------ | ---------------- |
| "Mo Mo Mo" (모모모)                                                                      | 2016 | 147                           | 86                            | - : 14,523+  | Would You Like?  |
| "Catch Me" (캐치미)                                                                      | 2016 | —                             | —                             | —            | Would You Like?  |
| "Secret" (비밀이야)                                                                      | 2016 | 49                            | 18                            | - : 89,219+  | The Secret       |
| "I Wish" (너에게 닿기를)                                                                 | 2017 | 49                            | 14                            | - : 166,115+ | From. WJSN       |
| "Happy" (해피)                                                                           | 2017 | 77                            | —                             | - : 45,435+  | Happy Moment     |
| "Dreams Come True" (꿈꾸는 마음으로)                                                     | 2018 | 67                            | —                             | —            | Dream Your Dream |
| "Save Me, Save You" (부탁해)                                                             | 2018 | 63                            | —                             | —            | WJ Please?       |
| "La La Love"                                                                             | 2019 | 101                           | —                             | - : 14,000   | WJ Stay?         |
| "Boogie Up"                                                                              | 2019 | 133                           | —                             | —            | For the Summer   |
| "As You Wish" (이루리)                                                                   | 2019 | 106                           | —                             | —            | As You Wish      |
| "Butterfly"                                                                              | 2020 | 118                           | —                             | —            | Neverland        |
| "—" indica lançamentos que não figuraram nas paradas ou não foram lançados nessa região. |      |                               |                               |              |                  |

### Singles promocionais
| Título                                                                                   | Ano  | Melhores posições nas paradas | Melhores posições nas paradas | Melhores posições nas paradas | Vendas           | Álbum |
| Título                                                                                   | Ano  | KOR                           | KOR Hot                       | CHN V Chart                   | Vendas           | Álbum |
| ---------------------------------------------------------------------------------------- | ---- | ----------------------------- | ----------------------------- | ----------------------------- | ---------------- | ----- |
| "Kiss Me" (키스 미)                                                                      | 2017 | —                             | —                             | —                             | Single sem álbum |       |
| "—" indica lançamentos que não figuraram nas paradas ou não foram lançados nessa região. |      |                               |                               |                               |                  |       |

## Colaborações
| Título                                          | Data | Artista                                                  | Membro(s)                                                                  | Álbum                                                                                 |
| ----------------------------------------------- | ---- | -------------------------------------------------------- | -------------------------------------------------------------------------- | ------------------------------------------------------------------------------------- |
| "Do Better"                                     | 2016 | Y Teen (Cosmic Girls e Monsta X)                         | Seola, Exy, Soobin, Eunseo, Cheng Xiao, Yeoreum, Dayoung                   | Do Better - Single                                                                    |
| "I Will Be On Your Side" (내가 니편이 되어줄게) | 2016 | Yoo Seung-woo, Yu Yeonjung                               | Yeonjung                                                                   | 빈티지박스 Vintage Box, Vol. 2 - 내가 니편이 되어줄게 I Will Be On Your Side - Single |
| "TAXI"                                          | 2016 | Sunny Girls (Eunha, YooA, Cheng Xiao, Nayoung and Nancy) | Cheng Xiao                                                                 | Inkigayo Music Crush Part.2                                                           |
| "Love Therapy" (러브테라피)                     | 2017 | Exy and Kim Euna (feat. Zia)                             | Exy                                                                        | Love Therapy - Single                                                                 |
| "#Drive" (드라이브)                             | 2017 | DinDin (feat. Yeonjung)                                  | Yeonjung                                                                   | #Drive - Single                                                                       |
| "Christmas Day" (크리스마스데이)                | 2017 | Starship Planet                                          | Todas                                                                      | STARSHIP PLANET 2017 (스타쉽플래닛)                                                   |
| "Strong" (짜릿하게)                             | 2018 | WJMK (Cosmic Girls e Weki Meki)                          | Luda e SeolA                                                               | WJMK PROJECT 'STRONG'(우주미키 프로젝트 '짜릿하게')                                   |
| "Christmas Time" (벌써 크리스마스)              | 2018 | Starship Planet                                          | Soobin, Yeonjung, Yeoreum, Exy, Dawon, Eunseo, Dayoung, Luda, SeolA e Bona | STARSHIP PLANET 2018(스타쉽플래닛)                                                    |
| "It's a Good Time" (Korean Version)             | 2018 | Cosmic Girls e Mickey Mouse                              | Soobin, Yeonjung, Yeoreum, Exy, Dawon, Eunseo, Dayoung, Luda, SeolA e Bona | sem álbum                                                                             |

## Mixtape
- "Sweep Away" - Exy feat. Crucial Star[20]

## Videoclipes
| Título                               | Ano  | Diretor(es)            | Notas                                                                     |
| ------------------------------------ | ---- | ---------------------- | ------------------------------------------------------------------------- |
| "Mo Mo Mo" (모모모)                  | 2016 | Zanybros               |                                                                           |
| "Catch Me" (캐치미)                  | 2016 | Zanybros               |                                                                           |
| "Secret" (비밀이야)                  | 2016 | Fantazy Lab            | Primeiro videoclipe com Yeonjung                                          |
| "I Wish" (너에게 닿기를)             | 2017 | Fantazy Lab            |                                                                           |
| "Happy"                              | 2017 | Fantazy Lab            |                                                                           |
| "Kiss Me"                            | 2017 | Desconhecido           | CF colaborativo com Kiss Me Cosmetics                                     |
| "Dreams Come True" (꿈꾸는 마음으로) | 2018 | FantazyLab             |                                                                           |
| "Save Me, Save You" (부탁해)         | 2018 | Vikings League         | Sem membros chinesas                                                      |
| "It's a Good Time" (Versão Coreana)  | 2018 | Desconhecido           | Collaboração com Mickey Mouse para o aniversário de 90 anos do personagem |
| "La La Love"                         | 2019 | Vikings League         | Sem membros chinesas                                                      |
| "Boogie Up"                          | 2019 | Hong Won-Ki (Zanybros) | Sem membros chinesas                                                      |
| "As You Wish" (이루리)               | 2019 | Vikings League         | Sem membros chinesas                                                      |
| "Butterfly"                          | 2020 | HIGHQUALITYFISH        | Sem membros chinesas                                                      |

1. 1 2  Melhores posições de Cosmic Girls no Gaon Chart:
  - «Would You Like? - Gaon Chart» (em coreano). Gaon Chart. Consultado em 24 de junho de 2017
  - «The Secret - Gaon Chart» (em coreano). Gaon Chart. Consultado em 24 de junho de 2017
  - «From. WJSN - Gaon Chart» (em coreano). Gaon Chart. Consultado em 24 de junho de 2017
  - «Happy Moment - Gaon Chart» (em coreano). Gaon Chart. Consultado em 24 de junho de 2017
2. ↑  «국내 대표 음악 차트 가온차트!». gaonchart.co.kr. Consultado em 20 de novembro de 2017
3. ↑  Vendas de "Would You Like?" na Coreia:
  - «Gaon Chart - Album Chart (Maio de 2016)» (em coreano). Gaon Chart. Consultado em 24 de junho de 2017
  - «Gaon Chart - Album Chart (Fevereiro de 2017)» (em coreano). Gaon Chart. Consultado em 24 de junho de 2017
4. ↑  Vendas de "The Secret" na Coreia:
  - «Gaon Chart - Album Chart (Outubro de 2016)» (em coreano). Gaon Chart. Consultado em 24 de junho de 2017

  - «Gaon Chart - Album Chart (Fevereiro de 2017)» (em coreano). Gaon Chart. Consultado em 24 de junho de 2017
5. ↑  «Gaon Chart - Album Chart (Março de 2017)» (em coreano). Gaon Chart. Consultado em 24 de junho de 2017
6. ↑  http://onehallyu.com/topic/517-kpop-oricon-sales-1st-page-updated-feb-8/
7. 1 2  «2018년 Album Chart». Gaon (em coreano). Korea Music Content Association. Consultado em 25 de janeiro de 2020
8. 1 2 3  «2019년 Album Chart». Gaon (em coreano). Korea Music Content Association. Consultado em 25 de janeiro de 2020
9. ↑  Vendas cumulativas para Neverland:
  - «2020년 06월 Album Chart». Gaon (em coreano). Korea Music Content Association. Consultado em 13 de dezembro de 2020
  - «2020년 07월 Album Chart». Gaon (em coreano). Korea Music Content Association. Consultado em 13 de dezembro de 2020
10. ↑  Melhores posições dos singles de Cosmic Girls no Gaon Chart:
  - «Secret - Gaon Chart» (em coreano). Gaon Chart. Consultado em 24 de junho de 2017
  - «I Wish - Gaon Chart» (em coreano). Gaon Chart. Consultado em 24 de junho de 2017
  - «Happy - Gaon Chart» (em coreano). Gaon Chart. Consultado em 24 de junho de 2017
11. ↑  Melhores posições dos singles de Cosmic Girls no Billboard V Chart:
  - «Secret - Billboard V Chart» (em inglês). Billboard. Consultado em 24 de junho de 2017
  - «I Wish - Billboard V Chart» (em inglês). Billboard. Consultado em 24 de junho de 2017
12. ↑  «Gaon Download Chart (Agosto de 2016)» (em coreano). Gaon Chart. Consultado em 24 de junho de 2017
13. ↑  Vendas acumuladas para "I Wish"
  - «Gaon Chart - Download Chart (Janeiro de 2017)» (em coreano). Gaon Chart. Consultado em 24 de junho de 2017
  - «Gaon Chart - Download Chart (Fevereiro de 2017)» (em coreano). Gaon Chart. Consultado em 24 de junho de 2017
14. ↑  Vendas acumuladas para "Happy"
  - «Gaon Chart - Download Chart (Semana 23 de 2017)» (em coreano). Gaon Chart. Consultado em 24 de junho de 2017
  - «Gaon Chart - Download Chart (Semana 24 de 2017)» (em coreano). Gaon Chart. Consultado em 24 de junho de 2017
15. ↑  La La Love sales in QQ Music:
  - «巅峰榜·MV» (em chinês). China QQ. Consultado em 11 de janeiro de 2019
16. ↑  «2017 스타쉽 플래닛, 뮤직비디오 티저 공개…겨울 시즌송 예감». Naver (em coreano). Consultado em 20 de novembro de 2019
17. ↑  «우주미키(WJMK), 싱글 '짜릿하게' 청 패션 콘셉트 화보 전격 공개». Naver (em coreano). Consultado em 2 de junho de 2018
18. ↑  «스타쉽 스타들 총출동, '벌써 크리스마스' 5일 발표…뜨거운 반응 예상». Naver (em coreano). Consultado em 20 de novembro de 2019
19. ↑  «우주소녀X미키마우스, 90주년 특별 컬래버송 '잇츠 어 굿 타임' 시선집중». Naver (em coreano). Consultado em 20 de novembro de 2019
20. ↑  «EXY releases "Sweep Away" featuring Crucial Star | JAPAKO Music». JAPAKO Music (em inglês). 3 de setembro de 2015. Consultado em 30 de abril de 2017. Arquivado do original em 8 de janeiro de 2017